# Municipio de Bob Ward
El municipio de Bob Ward (en inglés: Bob Ward Township) es un municipio ubicado en el condado de Crittenden en el estado estadounidense de Arkansas. En el año 2010 tenía una población de 982 habitantes y una densidad poblacional de 5,67 personas por km².

## Geografía
El municipio de Bob Ward se encuentra ubicado en las coordenadas 35°4′2″N 90°20′34″O / 35.06722, -90.34278. Según la Oficina del Censo de los Estados Unidos, el municipio tiene una superficie total de 173.09 km², de la cual 172,73 km² corresponden a tierra firme y (0,21 %) 0,36 km² es agua.

## Demografía
Según el censo de 2010, había 982 personas residiendo en el municipio de Bob Ward. La densidad de población era de 5,67 hab./km². De los 982 habitantes, el municipio de Bob Ward estaba compuesto por el 40,94 % blancos, el 56,01 % eran afroamericanos, el 0,1 % eran amerindios, el 0,2 % eran asiáticos, el 1,02 % eran de otras razas y el 1,73 % eran de una mezcla de razas. Del total de la población el 2,24 % eran hispanos o latinos de cualquier raza.